# Affaire Sylvain Alloard
L'affaire Sylvain Alloard, est une affaire criminelle française dans laquelle Sylvain Alloard, premier maître de 31 ans sur le porte-avions Clemenceau, a été assassiné au matin du 23 mars 1998 à Marseille dans les Bouches-du-Rhône. À ce jour, les auteurs de ce crime n'ont pas été identifiés.

## Biographie
Sylvain Hemri Alloard est né le 21 octobre 1966 à Marseille dans les Bouches-du-Rhône. Sa mère se nomme Arlette Lenel.
Il décide très jeune d'intégrer la Marine. Il fait son service militaire à Querqueville, dans la Manche. Entré à l'école de maistrance, à Brest, dans le Finistère, il sort major de sa promotion et enchaine avec une formation d'électromécanicien au Centre d'instruction naval de Saint-Mandrier, dans le Var.
Affecté à la base navale de Toulon sur les porte-avions Foch et Clemenceau, il assure la maintenance et la sécurité des machines. Bien noté, il est jugé loyal, droit, de saine mentalité, charmant, bon-enfant, ne supportant pas l'incivisme, voire un peu trop rigide.
Dans son temps libre, le jeune homme aime aller au restaurant, dans les cafés et fréquenter les boîtes de nuit, et visiblement, il plaît à la gent féminine. C'est ainsi que le 31 décembre 1993, il rencontre sa future épouse, Catherine Caors, issue d'une famille de notables de Cabriès, aux environs d'Aix-en-Provence, dont les membres s'illustrent par leur engagement communal de génération en génération. De quatre ans son ainée, docteure en pharmacie depuis 1985, la jeune femme a le vent en poupe et figure dans la direction de plusieurs sociétés notamment Paraland, spécialisé dans la Parapharmacie, et Beautéland, un réseau d'instituts de beauté multimarques bon marché,. Ils se fiancent pendant l'été 1994 et se marient le 27 août 1995. De cette union naît une fille, Charlotte, le 27 avril 1996.
Malheureusement, leurs rapports se dégradent très vite. Catherine fait aussitôt construire une villa près du domicile de ses parents. Ils y emménagent dès août 1996. Alloard trouve cette maison « trop luxueuse », d'autant plus qu'il se sent gêné dans leur vie privée par les interventions intempestives de sa belle-famille, notamment son beau-frère, famille dans laquelle il ne « trouve pas sa place ».
Après une violente dispute, Sylvain Alloard quitte sa femme le 22 août 1996 et emménage seul à Marseille.
En novembre 1996, Sylvain Alloard confie à un ami qu'il aurait constitué un dossier concernant sa belle-famille, décrivant des montages juridico-financiers de leurs sociétés voire des financements frauduleux. Il aurait caché ce dossier sur son lieu de travail.
Sylvain Alloard habite un appartement au deuxième étage dans le bâtiment 2 de la résidence Michelet Saint-Jacques, située 26-28 chemin Joseph Aiguier, quartier Mazargues, dans le 9e arrondissement. L'entrée de la résidence est fermée par un portail sécurisé, dont seuls les résidents possèdent le code. Cependant, chaque jour, le portail est ouvert entre 7 h et 9 h afin de ne pas ralentir le départ des résidents vers leur lieu de travail.
En février 1997, Sylvain Alloard entame une procédure de divorce.
Tandis que sa belle-famille le décrit buveur, adepte des jeux de cartes, son épouse engage un détective privé dans le but de documenter des preuves de relations extraconjugales. Elle serait parvenue à consulter à distance le répondeur de son téléphone fixe, y cherchant des messages enregistrés documentant l'existence de maîtresses potentielles.
Le 9 septembre 1997, Sylvain Alloard rédige son testament, exprimant expressément ne vouloir qu'en aucun cas, ni d'aucune manière, son épouse ne puisse hériter de ses biens ou désigner un exécuteur testamentaire ou gérer les biens qu'il destine à sa fille, il lègue la totalité de son patrimoine à sa mère et en informe cette dernière.
En octobre 1997, une ordonnance de non-conciliation est rendue et la séparation des époux prononcée. Sylvain Alloard obtient un droit de garde partagé de sa fille et un droit de visite. La séparation étant juridiquement actée, il cherchera ensuite à reconstruire sa vie affective.
En mars 1998, Sylvain Alloard est affecté au Fort de la collégiale à Six-Fours dans le Var. Son contrat arrive à terme, il va bientôt quitter l'armée.
Il rencontre Rosita, une jeune femme d'origine mauricienne, dans la boîte de nuit « Le zoom » à Toulon. Encore marqué par l'échec de son mariage, il lui fait comprendre qu'il n'est pas prêt à se réengager. De dépit, Rosita lui adresse une lettre de menaces. Or, malgré la séparation, Sylvain Alloard n'a pas annulé le transfert de son courrier au domicile de son ex-femme. C'est donc chez cette dernière que parvient la lettre de Rosita. Toutefois Sylvain et Rosita se réconcilient peu après.
Chaque semaine, Sylvain Alloard quitte son appartement chaque lundi au petit matin, pour se rendre à son travail à Six-Fours et ne rentre que le vendredi soir. Dans la semaine, son appartement reste inoccupé. Il autorise Caroline, sa voisine du premier étage avec laquelle il a sympathisé, à occuper pendant la semaine la place de parking (numéro 107) attachée à son appartement dans la copropriété.
Après annulation de la décision contraire du Ministère de la Défense du 23 juillet 1998, puis annulation de la décision contraire rendue par le tribunal départemental des pensions des Bouches-du-Rhône le 21 juin 1999, le 26 mars 2009, Catherine Caors, ex-épouse de Sylvain Alloard, obtient de la cour régionale des pensions d'Aix-en-Provence, le versement d'une pension de veuve militaire.

## Les faits
Le jeudi 5 mars 1998, vers 22 h, sa voisine Caroline entend des bruits de pas dans l'appartement de Sylvain Alloard, pourtant censé être inoccupé en semaine. Elle monte pour voir ce qu'il en est, d'autant plus qu'un parent venu lui rendre visite occupe le parking du jeune homme et que ce dernier doit se demander à qui appartient le véhicule. Elle constate que la porte d'entrée est entrouverte et que la lumière est allumée. Mais lorsqu'elle s'approche, quelqu'un éteint la lumière. De la porte d'entrée, un homme d'allure sportive à l'accent marseillais, lui demande si « elle a un problème ». Elle entend qu'il y a quelqu'un d'autre à l'intérieur de l'appartement. L'homme lui dit qu'il est avec une amie. Caroline redescend chez elle et tente de téléphoner à Sylvain Alloard, sans succès. À cet instant, elle entend que les deux personnes repartent mais en descendant, ils n'allument pas la lumière. Caroline ne peut donc pas distinguer plus de détails.
Informé, Sylvain Alloard signale les faits à la police. Curieusement, les individus ne sont pas entrés par effraction et n'ont rien emporté.  Il décide de ne pas porter plainte d'autant plus qu'il a la conviction que c'est son ex-femme qui a fait fouiller son appartement.
Le 23 mars 1998, à 7 h 10, Sylvain Alloard fait démarrer sa voiture, une Citroën Xantia, pour se rendre à son travail. Un géomètre travaillant dans une entreprise dont les bureaux sont situés dans la résidence, lui signale alors que le pneu arrière gauche de sa voiture est à plat. Il propose son aide pour changer la roue mais Sylvain Alloard, certain de pouvoir se débrouiller seul, le remercie et décline son offre.
Une Renault 21 grise est garée à proximité.
Sylvain Alloard sort le cric du coffre de son véhicule. Au moment où il s'accroupit pour l'actionner, un homme s'approche et tire à bout portant deux balles de fusil 22 Long Rifle dans sa nuque. Mortellement blessé, Sylvain Alloard s'effondre immédiatement et ne bouge plus.
Le tueur regagne précipitamment la R21, conduite par un autre homme et monte côté passager. Roulant à vive allure, ils quittent la résidence. Un voisin place Sylvain Alloard en position latérale de sécurité. Les pompiers arrivent un quart d'heure après mais Sylvain Alloard décède dans les minutes qui suivent à bord du véhicule de secours, qui le transporte vers la clinique de la « Résidence du Parc ».
Cet homicide présente toutes les caractéristiques d'un « meurtre sous contrat », c'est-à-dire effectué par l'intermédiaire d'un agent mandaté.

## L'enquête
L’enquête est confiée au SRPJ de Marseille. La scène de crime est explorée et « nettoyée », rendue à son contexte civil avant le milieu de la matinée.
Trois témoins directs, postés à leurs fenêtres respectives au moment des faits, indiquent que le tireur portait une casquette orange et bleue et qu'il était armé d'un fusil. L'un d'eux a noté la plaque d'immatriculation de la voiture : 8709 SN 13.
Les enquêteurs trouvent les deux douilles. Si le mode opératoire évoque une exécution mafieuse ou un règlement de comptes de voyous, l'arme ne correspond pas à ce scénario, un tueur à gages utilisant plutôt une arme de poing.
Les enquêteurs découvrent rapidement 
- qu'il s'agit d'un véhicule volé muni de fausses plaques d'immatriculation  - ce véhicule ne sera jamais retrouvé
- que portail avait été neutralisé par les tueurs, et qu'il était ouvert depuis au moins 6 h 40[2].

L'autoposie de Sylvain Alloard est pratiquée à l'hôpital de la Timone. Il en ressort que
- L'une des deux balles est entrée par sa nuque et a provoqué des lésions mortelles dans son cerveau.
- L'autre balle est entrée sous son oreille gauche et ressortie sous son œil droit — cependant cette balle n'a pas été retrouvée[2].
- Le jeune homme était en parfaite santé.
- L'analyse toxicologique ne révèle aucune trace de quelque substance suspecte que ce soit.

Les enquêteurs du SRPJ de Marseille passent au crible la vie de Sylvain Alloard.  Ils ont établi que :
- Le casier judiciaire de Sylvain Alloard est vierge et le jeune homme n'a jamais été lié au moindre contexte de délinquance
- Sylvain Alloard n'a vraisemblablement pas été tué par erreur
- Le marin avec lequel il avait eu une altercation sur le Clemenceau en 1997, pour avoir causé des dégradations à bord est hors de cause, car il était bien présent à l'appel au moment de l'assassinat.
- Sylvain Alloard n'est lié a aucun trafic ou détournement d'armes ou de munitions.
- Il n'y a aucun lien entre son assassinat et le scandale des achats de la Direction des constructions navales (DCN) de l'arsenal de Toulon.
- Sa petite amie Rosita est hors de cause.
- Curieusement, la lettre suggerant des représailles de la part de Rosita est transmise le lendemain de la mort aux enquêteurs
- Le détective engagé par son ex-femme n'est pas l'homme qui s'est introduit dans son appartement le 5 mars 1998.
- Le dossier que Sylvain Alloard aurait constitué contre sa belle-famille n'a jamais été trouvé. Il aurait éventuellement bluffé pour les intimider.
- Dans le but de documenter un adultère, sa femme avait fait faire à son insu, un double de la clé de l'appartement de Sylvain Alloard
- Les armes de calibre 22 Long Rifle recensées lors des perquisitions effectuées chez la belle-famille de Sylvain Alloard, ne correspondent ni aux bessures ni aux douilles retrouvées sur la scène de crime.

De nombreuses pistes sont étudiées. Le 24 novembre 1998, des interpellations et des perquisitions ont lieu dans l’entourage familial du jeune homme, dont Catherine Caors, son ex-épouse. Elle et son amant, garde du corps du maire de Cabriès  sont placés en garde à vue. Les enquêteurs leur demandent d'expliquer pourquoi elle avait réalisé à l'insu de Sylvain Alloard un double des clés de l’appartement de ce dernier et pour quelles raisons elle avait recruté un détective privé chargé de le suivre.
La mère et Serge, agent immobilier, le frère de Catherine Caors, sont également soupçonnés et placés en garde à vue.
Les auditions ne convainquent pas la juge d’instruction, Chantal Gaudino. En 2005, l’instruction est refermée sur un non-lieu, confirmé en appel en le 8 novembre 2006. Le 16 mai 2007, un pourvoi est rejeté par la Chambre criminelle de la Cour de cassation.
Vers 2013, la personne ayant fournis un alibi à l'un des suspects se rétracte. L'avocat de la famille adresse de nouveau une requête au procureur. En vain. Craignant la prescription, la famille dépose une plainte contre X avec constitution de partie civile et parvient à faire présenter le cas dans l'émission Crimes de Jean-Marc Morandini. Également en vain.
Le 8 juin 2016 expire le délai de prescription.
Néanmoins, grâce à la création d'une cellule d'enquête spécialisée dans les « Cold Cases » au parquet de Marseille au début des années 2010, et à la demande de la famille du jeune homme, notamment son oncle André Lenel, l'ancien  maire de Saint-Savournin, en décembre 2017,,, un juge d'instruction est désigné pour reprendre les investigations. Grâce au logiciel Anacrim de la gendarmerie, des liaisons entre des personnes de son entourage qui n'avaient pas été étudiées lors de l'enquête initiale. sont mises en avant.
Arlette, mère de Sylvain Alloard, décède en 2019.
La gendarmerie nationale de Marseille reprend l'analyse des études téléphoniques de l'époque.
En 2021, la famille de Sylvain Alloard est contactée par Marie Drucker, productrice de l'émission Au bout de l’enquête, diffusée le 27 mars 2021 sur France 2 et rediffusée le 13 mai 2023 toujours sur France 2.

## Documentaires télévisés
: document utilisé comme source pour la rédaction de cet article.
- « Affaire Sylvain Alloard », émission Non élucidé diffusée le 11 avril 2010 sur France 2.
- « en direct L'appel des familles » diffusée le 6 juin 2016 dans Crimes sur NRJ 12.
- « L'affaire Sylvain Alloard, piège mortel », émission Au bout de l'enquête, la fin du crime parfait ? diffusée le 22 mai 2021 sur France 2.

## Émission radiophonique
- « L'affaire Sylvain Alloard » le 8 mai 2015 dans L'Heure du crime de Jacques Pradel sur RTL.